# کهنویه (لامرد)
کهنویه، دهستانی از توابع بخش علامرودشت شهرستان لامرد در استان فارس ایران است.

## جمعیت
این روستا در دهستان کهنویه قرار دارد و بر اساس سرشماری مرکز آمار ایران در سال ۱۳۸۵، جمعیت آن ۱٬۲۵۲ نفر (۲۳۹ خانوار) و در سرشماری ۱۳۹۰ حدود ۱۳۸۵ نفر بوده‌است.